# Armax Gaz
Armax Gaz este o companie din România, producătoare de aparatură și echipamente, confecții metalice, piese de schimb, reparații și prestări servicii în domeniul gazifer și petrolier.
Societatea a fost înființată în anul 1925, iar din aprilie 2000 s-a privatizat, pachetul majoritar de acțiuni fiind achiziționat de Mircea Vescan, în prezent administrator unic și director general al societății.
Cifra de afaceri în 2008: 68,1 milioane lei
Bursa de Valori Bucuresti: https://www.bvb.ro/FinancialInstruments/Details/FinancialInstrumentsDetails.aspx?s=ARAX